# Evadare din Atena
Evadare din Atena (titlu original: Escape to Athena) este un film britanic de aventuri din 1979 regizat de George P. Cosmatos. Rolurile principale au fost interpretate de actorii Roger Moore, Telly Savalas, David Niven, Stefanie Powers, Claudia Cardinale, Richard Roundtree, Sonny Bono și Elliott Gould.

## Prezentare
Povestea filmului are loc în timpul celui de-al Doilea Război Mondial. Prizonierii dintr-un lagăr nazist din Grecia încearcă să evadeze pentru a salva din mâna nemților obiecte prețioase aflate într-o mănăstire din munți.

## Distribuție
- Roger Moore - Major Otto Hecht: an Austrian who is the Wehrmacht commandant of the POW camp, a former antiques dealer
- Telly Savalas - Zeno: the head of the Greek island's resistance movement
- David Niven - Professor Blake: senior British officer amongst the prisoners and a well-known archaeologist
- Stefanie Powers - Dottie Del Mar: an American USO artist (in fact, stripper), who was shot down with Charlie and detained in the POW camp
- Elliott Gould - Charlie Dane: an American comedian, USO performer and professional partner of Dottie
- Claudia Cardinale - Eleana: a local madame, girlfriend of Zeno
- Richard Roundtree - Sgt. Nat Judson: African-American POW and amateur magician
- Sonny Bono - Bruno Rotelli: an Italian POW, professional chef
- Anthony Valentine - Maj. Volkmann: SS officer, town commandant and Hecht's rival
- Siegfried Rauch - Lt. Braun: SS officer under Volkmann's command
- Richard Wren - Capt. Reistoffer: Volkmann's adjutant
- Michael Sheard - Sgt. Mann: Hecht's senior camp NCO
- Philip Locke - Major Vogel
- Steve Ubels - Capt. Lantz
- Paul Picerni - Zeno's Man
- Paul Stassino - Zeno's Man

## Producție
Filmul este produs de ITC Entertainment (Lew Grade).  